# Sherlock Holmes și doctorul Watson
Sherlock Holmes și Doctor Watson (în rusă Шерлок Холмс и доктор Ватсон) este prima parte din serialul de televiziune sovietic bazat pe povestirile scrise de Arthur Conan Doyle cu Sherlock Holmes. A fost lansat în 1980. Filmul este bazat pe două lucrări ale autorului, Un studiu în roșu și Aventura bandei pătate, dar folosește unele elemente din povestea Semnul celor patru, dar și din alte povestiri. Sherlock Holmes și Doctor Watson este compus din două părți: Introducere (în rusă Знакомство) și Inscripție sângeroasă (în rusă Кровавая надпись).

## Distribuția
- Vasili Livanov - Sherlock Holmes
- Vitali Solomin - dr. Watson
- Rina Zelionaia - doamna Hudson

### Partea I
- Ghenadi Bogaciov - Stamford
- Maria Solomina - Helen Stoner și Julia Stoner
- Fedor Odinokov - dr. Roylott (voce Igor Efimov)

### Partea a II-a
- Borislav Brondukov - inspectorul Lestrade
- Igor Dmitriev - inspectorul Gregson
- Nikolai Karacențov - Jefferson Hope
- Viktor Aristov - Joseph Stangerson
- A. Aristov
- Adolf Ilin - Enoch Drebber